# Erik Bohlin
Erik Viktor Bohlin (Orsa, Comtat de Dalarna, 1 de juny de 1897 - Orsa, 8 de juny de 1977) va ser un ciclista suec que fou professional entre 1924 i 1926.
El 1924 va prendre part en els Jocs Olímpics d'Estiu de París, on va guanyar la medalla de bronze en la contrarellotge per equips. Formà equip amb Gunnar Sköld i Ragnar Malm. A la contrarellotge individual finalitzà en setena posició.

## Palmarès
- 1924
  -  Campió de Suècia de contrarellotge individual
  -  Campió de Suècia de contrarellotge per equips (amb Carl Frimodig i Erik Nordin)
  - 1r a la Nordisk Mesterskab
- 1926
  - 1r a la Sex-Dagars
- 1927
  - 1r a la Mälaren Runt